# Lobogonodes permarmorata
Lobogonodes permarmorata là một loài bướm đêm trong họ Geometridae.